# جنی لیندکویست
جنی لیندکویست (انگلیسی: Jenny Lindqvist؛ زادهٔ ۲۱ ژوئیهٔ ۱۹۷۸) بازیکن هاکی روی یخ اهل سوئد است.